# Lista de chefes de governo da Guiné
O papel do chefe de governo da Guiné é cumprido pelo primeiro-ministro, que é nomeado pelo presidente da Guiné. O presidente era tanto chefe de Estado e chefe de governo até 2007, quando este papel foi assumido por um primeiro-ministro.

## Lista de chefes de governo e primeiros-ministros da Guiné
(Datas em itálico indicam de facto  continuação do mandato, embora a natureza do mandato possa ter mudado)
| Período                                | Incumbente                                           | Notas                                                                |
| -------------------------------------- | ---------------------------------------------------- | -------------------------------------------------------------------- |
| 14 de maio 1957 a 26 de julho 1958     | Ahmed Sékou Touré, Vice-presidente                   |                                                                      |
| 26 de julho 1958 a 2 de outubro 1958   | Ahmed Sékou Touré, Presidente do Conselho de Governo |                                                                      |
| 26 de abril 1972 a 3 de abril 1984     | Louis Lansana Beavogui, Primeiro Ministro            |                                                                      |
| 5 de abril 1984 a 18 de dezembro 1984  | Diarra Traoré, Primeiro Ministro                     |                                                                      |
| 18 de dezembro 1984 a 9 de julho 1996  | Post abolished                                       |                                                                      |
| 9 de julho 1996 a 8 de março 1999      | Sidya Touré, Primeiro Ministro                       |                                                                      |
| 8 de março 1999 a 23 de fevereiro 2004 | Lamine Sidimé, Primeiro Ministro                     |                                                                      |
| fevereiro 2004 a 30 de abril 2004      | François Lonseny Fall, Primeiro Ministro             |                                                                      |
| 30 de abril 2004 a 9 de dezembro 2004  | Vago                                                 | Continuação discutida de François Fall em exílio até agosto de 2004. |
| 9 de dezembro 2004 a 5 de abril 2006   | Cellou Dalein Diallo                                 |                                                                      |
| 5 de abril 2006 a 9 de fevereiro 2007  | Vago                                                 |                                                                      |
| 9 de fevereiro 2007 a 1 de março 2007  | Eugène Camara                                        |                                                                      |
| 1 de março 2007 a 23 de maio 2008      | Lansana Kouyaté                                      |                                                                      |
| 23 de maio 2008 ao 2008                | Ahmed Tidiane Souaré                                 |                                                                      |
| 2008 ao 2010                           | Kabiné Komara                                        |                                                                      |
| 2010 ao 2010                           | Jean-Marie Doré                                      |                                                                      |
| 2010 ao 2015                           | Mohamed Saïd Fofana                                  |                                                                      |
| 2015 ao 2018                           | Mamady Youla                                         |                                                                      |
| 2018 ao 2021                           | Ibrahima Kassory Fofana                              |                                                                      |
| 2021 ao Presente                       | Vago                                                 |                                                                      |